# Keep on Smilin'
| Recensione | Giudizio |
| ---------- | -------- |
| AllMusic   |          |

Keep on Smilin' è il quarto album dei Wet Willie, pubblicato dalla Capricorn Records nel marzo del 1974.
Il brano Keep on Smilin' raggiunse la decima posizione della classifica statunitense Billboard nel luglio 1974 .

## Tracce
Lato A
1. Country Side of Life – 3:29 (Rick Hirsch)
2. Keep on Smilin' – 3:58 (Jack Hall, Jim Hall, Rick Hirsch, John Anthony, Lewis Ross)
3. Trust in the Lord – 3:10 (Mike Duke)
4. Soul Sister – 4:56 (Ella Avery, John Anthony)
5. Alabama – 3:23 (Rick Hirsch)

Durata totale: 18:56
Lato B
1. Lucy Was in Trouble – 3:39 (Rick Hirsch)
2. Soul Jones – 4:01 (Jack Hall, Jim Hall Rick Hirsch, John Anthony, Lewis Ross)
3. Don't Wait Too Long – 3:05 (John Anthony)
4. Spanish Moss – 3:43 (Rick Hirsch)
5. In Our Hearts (Instrumental) – 4:20 (John Anthony, Rick Hirsch)

Durata totale: 18:48

## Formazione
- Jimmy Hall - voce solista, sassofono alto, armonica, percussioni
- Rick Hirsch - chitarra solista, accompagnamento vocale
- Jack Hall - basso, banjo, accompagnamento vocale
- John Anthony - tastiere, percussioni, accompagnamento vocale
- Lewis Ross - batteria, percussioni
- Donna Hall (The Williettes) - accompagnamento vocale, cori
- Ella Avery (The Williettes) - accompagnamento vocale, cori

Musicisti aggiunti
- Earl Bone Ford - trombone elettrico (brano: Country Side of Life)
- Joyce Knight - accompagnamento vocale, cori

Note aggiuntive
- Tom Dowd - produttore
- Registrazioni effettuate al Capricorn Sound Studios di Macon, Georgia (Stati Uniti)
- Sam Whiteside - ingegnere del suono
- Tony Humphries - ingegnere del suono
- Ovie Sparks - ingegnere del suono
- Remixaggio effettuato al Chez Dowd di Miami, Florida (Stati Uniti)[3]